# أولكسندر فولكوف
أولكسندر فولكوف (بالأوكرانية: Олександр Миколайович Волков)‏ (10 فبراير 1961 بماريوبول في أوكرانيا - ) هو لاعب كرة قدم أوكراني (وحمل سابقاً جنسية الاتحاد السوفيتي) في مراكز الوسط والدفاع والهجوم. لعب مع نادي إيليتشيفيتس ماريوبول.

## وصلات خارجية
- أولكسندر فولكوف على موقع اتحاد أوكرانيا (الإنجليزية)